# Фальк, Маттиас
Маттиас Фальк (до 2019 года — Маттиас Карлссон, швед. Mattias Falck; род. 7 сентября 1991, Карлскруна) — шведский игрок в настольный теннис, чемпион мира в парном разряде 2021 года, многократный призёр чемпионатов мира и Европы. Участник Олимпийских игр 2016 и 2020 годов.

## Спортивная карьера
Первый успех на международной арене пришел к Маттиасу Фальку (тогда ещё под фамилией Карлссон) в 2008 году, когда он завоевал три золотые медали в одиночном разряде в турнирах юношеской мировой серии «ITTF».
В 2011 году Фальк выиграл первую медаль на этапе «ITTF World Tour» в Польше — в парном разряде. В этом же году принимал участие в составе шведской команды в чемпионате Европы и получил серебряную награду в командном турнире, так как был заявлен в состав команды (сам Фальк за команду не сыграл ни одной игры, а в других разрядах медалей не завоевал).
В 2012 году на чемпионате Европы в Хернинге завоевал серебряную медаль в парном разряде и в последующие годы неоднократно завоевывал серебряные и бронзовые медали в парном и смешанном разрядах на чемпионатах Европы.
В 2018 году на домашнем для него чемпионате мира в Хальмстаде в составе шведской команды завоевал бронзовую медаль.
В конце 2018 года Маттиас сменил фамилию Карлссон на Фальк, взяв фамилию супруги.
В 2019 году на чемпионате мира в Будапеште Маттиас Фальк выиграл серебряную медаль в одиночном разряде, став первым шведским игроком прошедшим в финал чемпионата мира в одиночном разряде с 1997 года, когда это удалось Яну-Уве Вальднеру. Кроме того, за этот чемпионат Фальк получил награду немецкого клуба Swaythling Club International «Richard Bergmann Fair Play Award» («Награда за справедливую игру имени Рихарда Бергмана»).
В июне 2019 года Маттиас Фальк впервые вошел в десятку лучших игроков мира по рейтингу «ITTF».
В конце ноября 2021 года вместе с Кристианом Карлссоном выиграл золото в мужском парном разряде на чемпионате мира в Хьюстоне.

## Стиль игры
Маттиас Фальк правша, играет в атакующем стиле европейской хваткой. Техника его игры уникальна тем, что справа (на открытой стороне ракетки) он использует короткие шипы (в современном настольном теннисе на высоком уровне игры европейской хваткой, если и используют короткие шипы, то на закрытой стороне ракетки).